# Valérie Barloisová-Lerouxová
Valérie Barloisová-Lerouxová (* 28. května 1969 Melun, Francie) je bývalá francouzská sportovní šermířka, která se specializovala na šerm kordem. Francii reprezentovala v devadesátých letech. V průběhu sportovní kariéry závodila i pod jménem Valérie Barloisová-Mevelová. Na olympijských hrách startovala v roce 1996 a 2000 v soutěži jednotlivkyň a družstev. V soutěži jednotlivkyň získala na olympijských hrách 1996 stříbrnou olympijskou medaili. S francouzským družstvem kordistek vybojovala na olympijských hrách 1996 zlatou olympijskou medaili a v roce 1998 vybojovala s družstvem titul mistryň světa.